# アームストロング・ホイットワース エイプ
アームストロング・ホイットワース エイプ（Armstrong Whitworth Ape）は、1920年代のイギリスの実験機である。イギリスの研究施設、ロイヤル・エアクラフト・エスタブリッシュメントの依頼により製作された。主翼の位置、食い違い配置や尾翼の形状の変更ができ、航空機の空力特性の「すべての答えを提供する」ことを狙って製作された。
1926年1月5日に初飛行した。無限の組み合わせを可能とするように設計された。胴体は全長を変更することができた。異なった尾翼が取り付けることができ、尾部は一体で取り付け角が飛行中に変更することができた。さまざまな部品の交換や調整を行うことで主翼の間隔や上反角や、前後の食い違い量（スタッガー）を変更することができた。単葉にすることと以外は何でもできるとされた。
低出力のエンジンを採用したため、性能が低く実験する条件は限られたものになった。1928年には事故を起こした。より高出力のブリストル・ジュピターエンジンに換装されて再製作されたが、様々な機構による重量増加で性能はあがらず、ロイヤル・エアクラフト・エスタブリッシュメントもこの飛行機に興味を失った。トータル3機が製作された。

## 要目(初号機)
出典：Armstong Whitworth Aircraft since 1913
- 乗員：2名
- 全長：8.61 m
- 全幅：12.20 m
- 全高：4.57 m
- 翼面積：44.0 m2
- 空虚重量：918-1,168 kg
- 全備重量：1,227-1,477 kg
- エンジン：1 × Armstrong Siddeley Lynx III 180 hp
- 最高速度：145 km/h
- 上昇限度：1,950 m

## 参考資料
1. ↑  『図説 世界の「最悪」航空機大全』ジム・ウィンチェスター（著）原書房 ISBN 9784562042364